# Yikuang, el Príncep Qing
Yìkuāng, Príncep Qīng (manxú: ᡳᡴᡠᠸᠠᠩ; transliteració: I-kuwang; en xinès tradicional: 慶親王奕劻; en Xinès simplificat: 庆亲王奕劻; en pinyin: Qìng Qīnwáng yì kuāng), (Febrer 1836 - Gener 1918) va ser un noble manxú de finals de la dinastia Qing.

## Vida
Va néixer dins el clan Aisin-Gioro, i va ser net de Yonglin, Primer Príncep Qing i dissetè fill de l'emperador Qianlong. Nascut amb un estatus relativament baix, Yikuang va caure en desgràcia quan va prendre concubines durant el període obligatori de dol per la mort del seu pare. Atès que va perdre tots els seus títols, es va casar amb una parenta de l'emperadriu Cixi, per estar més a prop de l'emperadriu, la qual més tard li va donar el títol de Príncep de la Comandància (郡王). Cap a finals dels anys 90 (del segle xix), el van enviar a succeir a Yixuan, el príncep Chun, en la construcció del Palau Imperial d'estiu. Així va començar el seu ascens a la fama, com a membre lleial de la noblesa pel seu aspecte. Yikuang va ser tristament cèlebre per les seves vendes de posicions oficials. Es va convertir en l'encarregat de la feina bruta en els acords politics.
Va ser enviat per l'emperadriu Cixi, juntament amb el veterà diplomàtic Li Hongzhang, per tractar d'arribar a un acord amb diverses potències occidentals i l'Imperi del Japó després de la invasió de la Xina el 1901. L'agost d'aquell mateix any, Yikuang i Li Hongzhang van signar per parta xinesa el Protocol Boxer. Durant la conferència, Yikuang va ser vist com un mer representant de la noblesa, mentre que tot el treball va ser realment completat per Li Hongzhang. De tornada a Beijing com un membre d'alt rang de la Cort, Yikuang va continuar amb els seus vells costums, i va ser menyspreat no només pels reformistes, sinó també per funcionaris moderats de la cort.
Després de la mort de l'emperadriu el 1908, Yikuang va encapçalar el Gabinet de la Família Imperial, com a Primer Ministre sota la regència de Zaifeng, el príncep Chun. El gabinet va aconseguir tan poc, que un corrent revolucionari va començar a sacsejar la Xina. En aquesta època va ser quan Yikuang va formar una aliança amb Yuan Shikai.
Yikuang i el seu fill, Zaizhen, eren notoris per la seva corrupció galopant.